# مسجد وضريح الحسن (السودان)
مسجد وضريح الحسن مسجد وضريح السيد محمد الحسن أبو جلابية، ابن مؤسس الطريقة الختمية، أحد الطرق الصوفية في مصر والسودان. يقع في ولاية كسلا بالسودان.

## الموقع
في ولاية كسلا في شرق السودان، يقع ضريح السيّد محمد الحسن أبو جلابية الذي يقصده آلاف من أتباع الطريقة الختمية للحجّ والتبرّك ويمثل لهم معلم مهم للطريقه الختميه حيث تم دفن نجل مؤسس الطريقة في تلك القبة.

## مؤسسه
محمد الحسن أبو جلابية، هو ابن محمد عثمان الميرغني مؤسس الطريقة الختمية، الذي تعود أصوله إلى الحجاز. ولد محمد الحسن في بلدة بارا شمال كردفان بينما أبيه السيد محمد عثمان ولد في مكه عام 1208هــ/1833م كما تعلم في مكة أصول الدين الإسلامي. أما الطريقة الختمية، فهي واحدة من أبرز الطرق الصوفية في مصر والسودان. وهي تنتشر في شرق القارة الأفريقية وغربها ووسطها وشمالها، ويتوزّع أتباعها في إريتريا والنيجر والمغرب والجزائر.ولها اتباع فى بلاد النوبة المصرية و بالاخص فى قرية دابور ويقام له ليلة و جلوة كل عام 
بنى المسجد بالقرب من جبال التاكا إلي جانب أن القبة نفسها اتخذت شكل الجبل الذي يقع خلفها تماما.